# Cyathopharynx furcifer
Cyathopharynx furcifer is een straalvinnige vissensoort uit de familie van de cichliden (Cichlidae). De wetenschappelijke naam van de soort is voor het eerst geldig gepubliceerd in 1898 door Boulenger. De mannetjes worden tot 20 centimeter groot, de vrouwtjes zijn kleiner, zij worden rond de 14 centimeter groot. De mannetjes vertonen zeer mooie kleuren. Er zijn verschillende kleurstellingen, dit is verschillend per vangstgebied.